# Крейсерська війна
Крейсерська війна, торговельне рейдерство (англ. commerce raiding, фр. guerre de course — «війна погоні»; нім. Handelskrieg — «торгова війна») — це форма морської війни, спрямованої на порушення комунікацій противника у відкритому морі насамперед шляхом нападу на його торгові судна, а не на бойові кораблі чи шляхом встановлення морської блокади. Історично інструментами такої війни були менші за основні кораблі крейсери, як спеціально побудовані, так і переобладнанні з торгових суден. У світових війнах 20 століття основним інструментом крейсерської війни стали підводні човни.
Оскільки крейсерська війна дозволяла уникати прямого зіткнення з переважаючими силами противника, це одна з військово-морських стратегій, доступних для слабшої сторони під час війни на морі.

## Корсарство
Історично першим типом крейсерської війни стало використання корсарів. Англійські та голландські корсари атакували іспанські кораблі, що доставляли товари у метрополію ще в 16-му столітті. Команда, власники судна — корсара, а також монарх отримували фінансову вигоду від продажу захоплених кораблів або товарів з них («призи»).

## Друга Світова війна
Крейсерську війну міг використовувати і сильніший противник у протистоянні. У Тихому океані ВМС США діяли як проти японського торгового судноплавства, так і проти з'єднань японського імператорського флоту. Основна частина японського торгового морського флоту була потоплена американськими підводними човнами. До кінця війни лише 12 % довоєнного торгового тоннажу Японії було ще на плаву.